# Wille „Szalay” w Szczawnicy
Wille „Szalay” w Szczawnicy – 2 sąsiadujące ze sobą wille w Szczawnicy: „Szalay I” (pierwotnie zwana „Hotelem Narodowym”, przy ul. Jana Wiktora 12) i „Szalay 2” (przy ul. Jana Wiktora 16) w Parku Górnym.

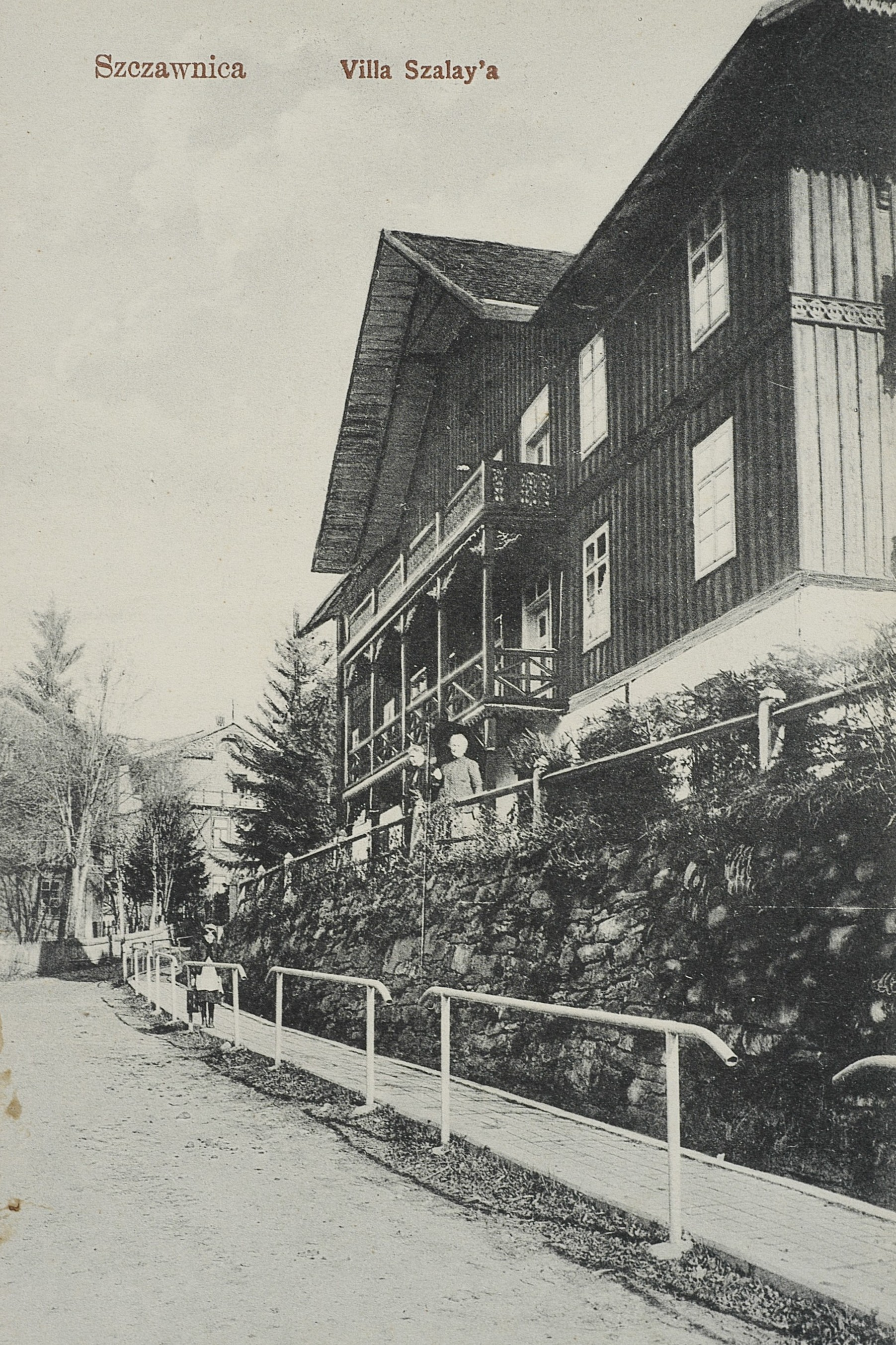
Willa I około 1907

## Historia
Obie wille zostały wybudowane w latach 90. XIX wieku przez baronównę Julię Gostkowską-Szalay, żonę Tytusa Szalaya, syna Józefa Szalaya. Willa „Szalay I” pierwotnie nazywała się „Hotelem Narodowym”, „Szalay 2” była prywatnym domem Szalayów. 

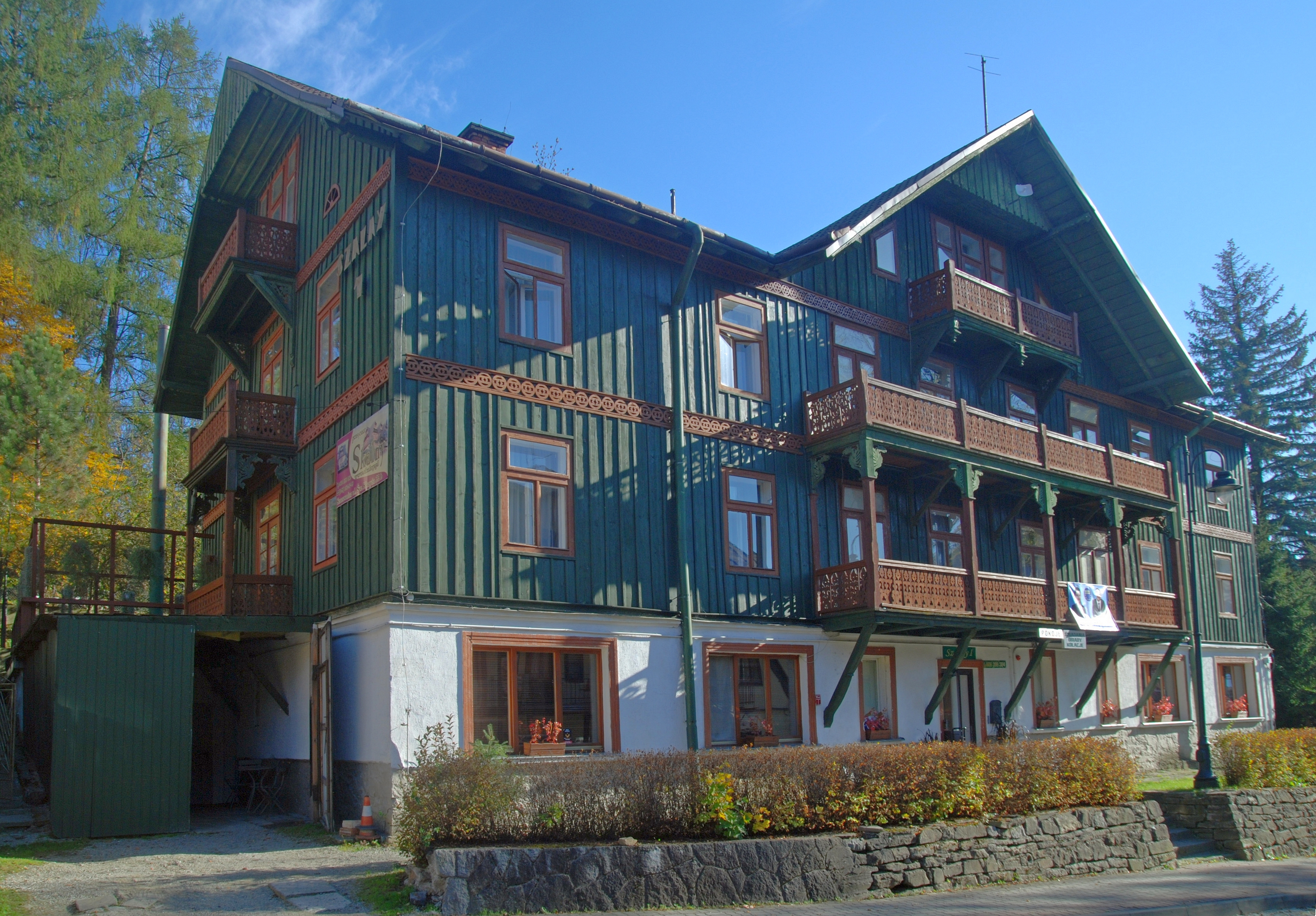
Szalay I
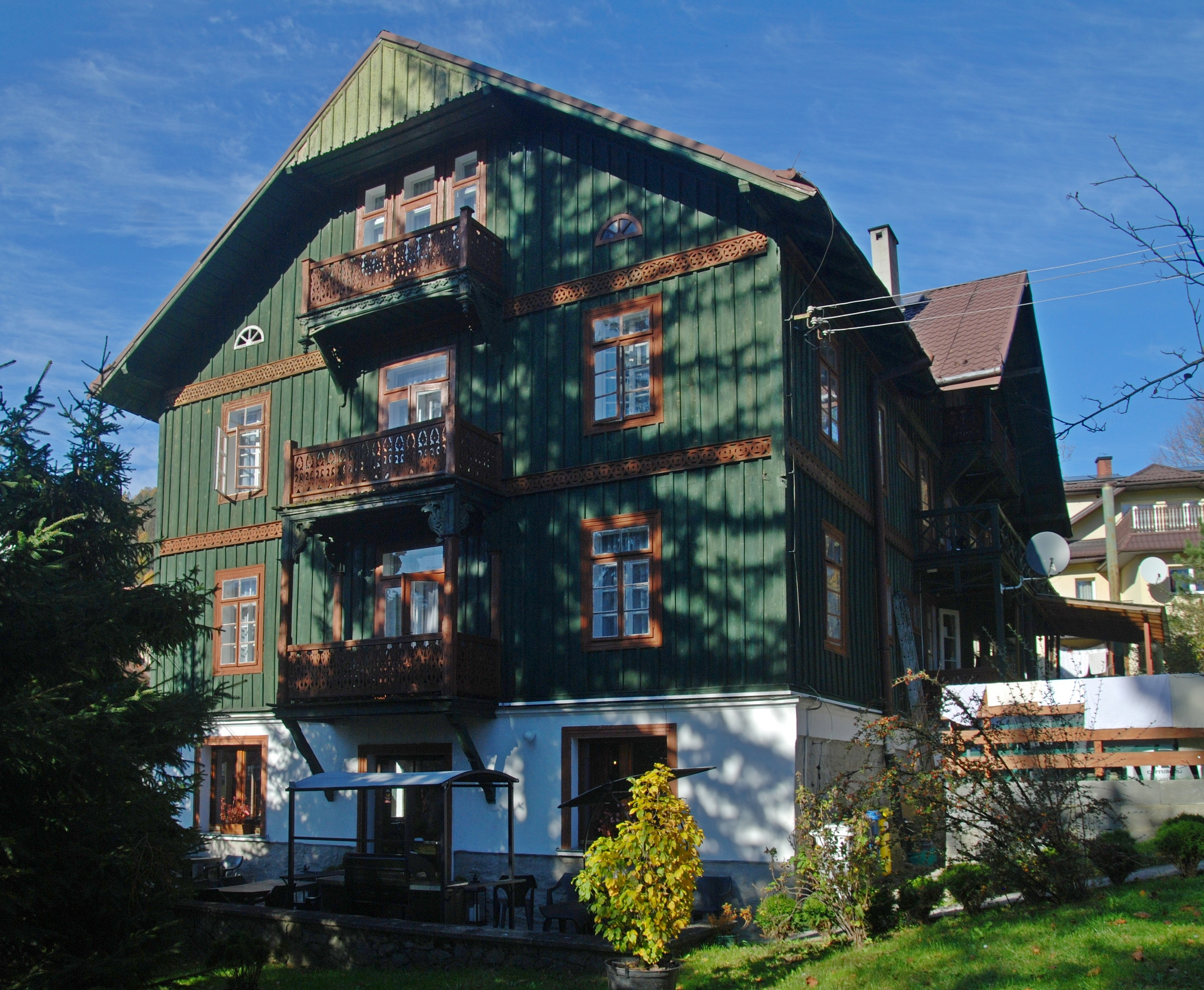
Szalay I
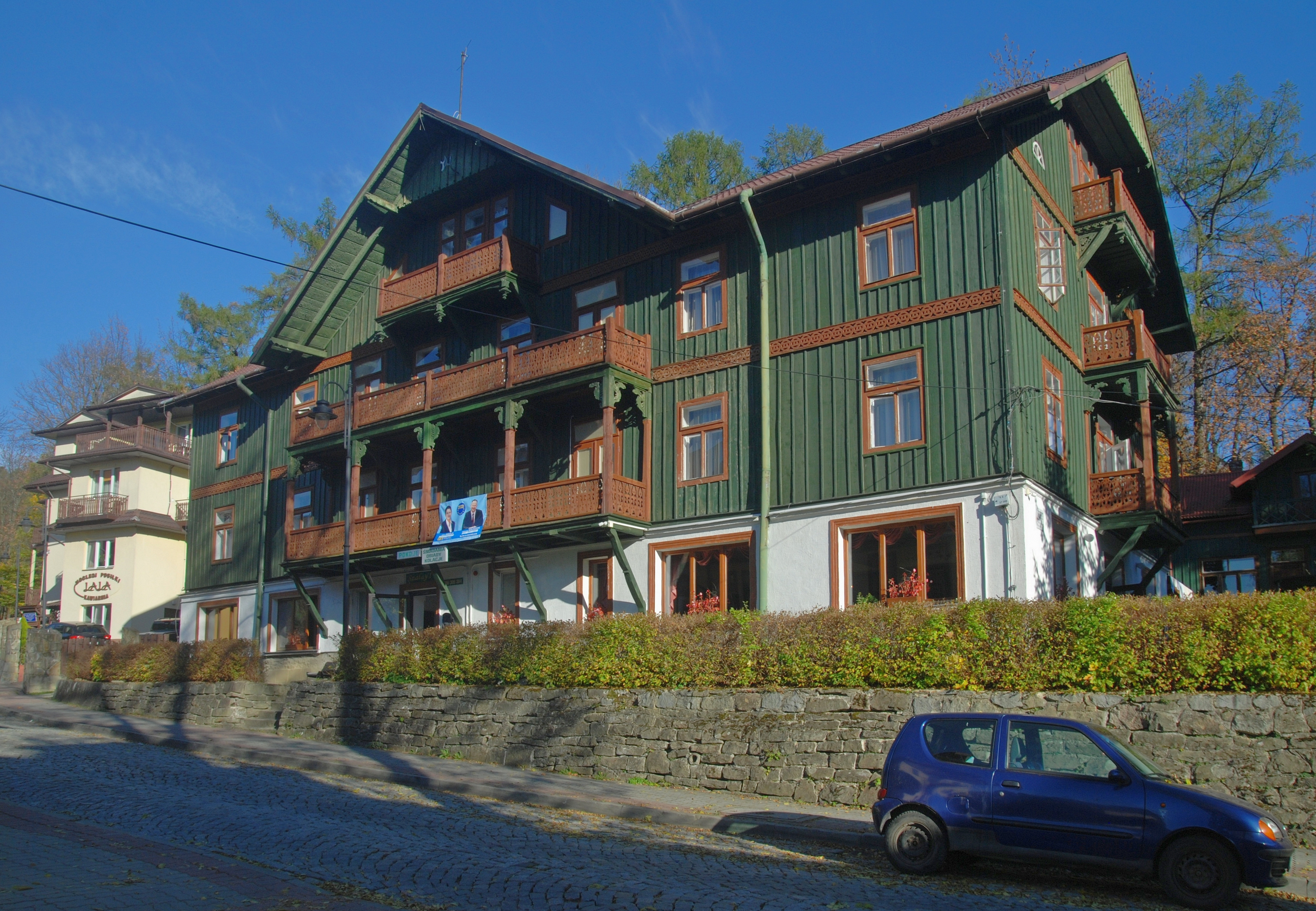
Szalay I

Po śmierci Julii (w 1908 roku) obie wille przypadły jej synowi Józefowi Stanisławowi Szalayowi, który zapisał je swojej drugiej żonie Henryce (Henrietcie) z Pruszyńskich Szalay. Henrietta mieszkała w willi „Szalay II” wraz ze swoją siostrą Ireną. Oddała też jedno z mieszkań w tym domu pisarzowi Janowi Wiktorowi, którego była protektorką. Jan Wiktor zadedykował Henrietcie Szalay swój tomik pt. Przez łzy, wydany w 1922 roku.
Henrietta zmarła w 1954 roku, ale oba pensjonaty „Szalay” zostały upaństwowione i przejęte przez Fundusz Wczasów Pracowniczych już w 1951 roku. Przez pewien czas w sali jadalnej willi „Szalay I” funkcjonowała wystawa obrazów Zofii Krzyszkowskiej-Rychlickiej.
W 1992 roku obie wille zostały odzyskane przez spadkobierców Henrietty i Ireny. Obecnie obie wille są w dyspozycji przedsiębiorstwa „Domy Wypoczynkowe «Szalay»”.

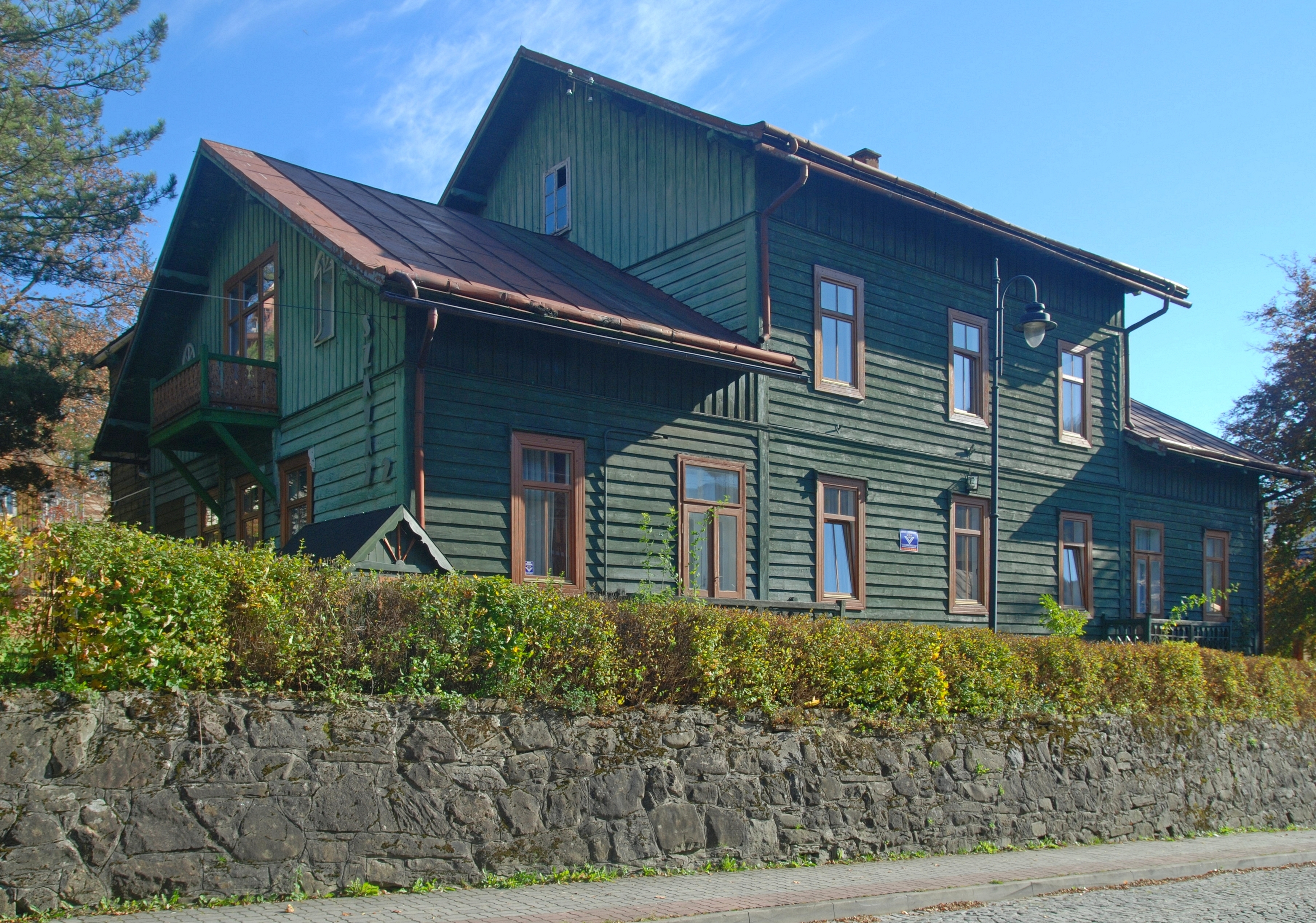
Szalay 2
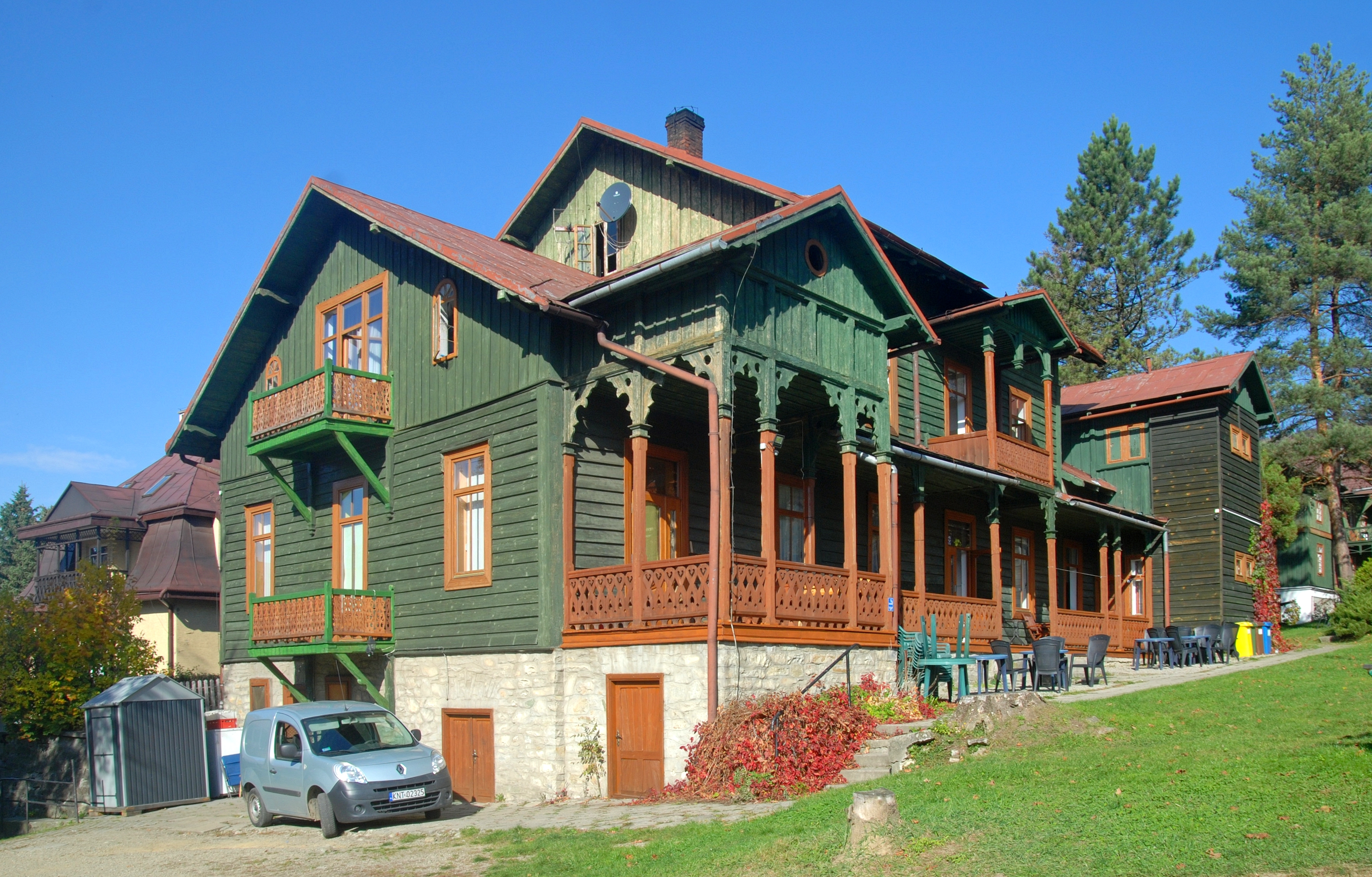
Szalay 2
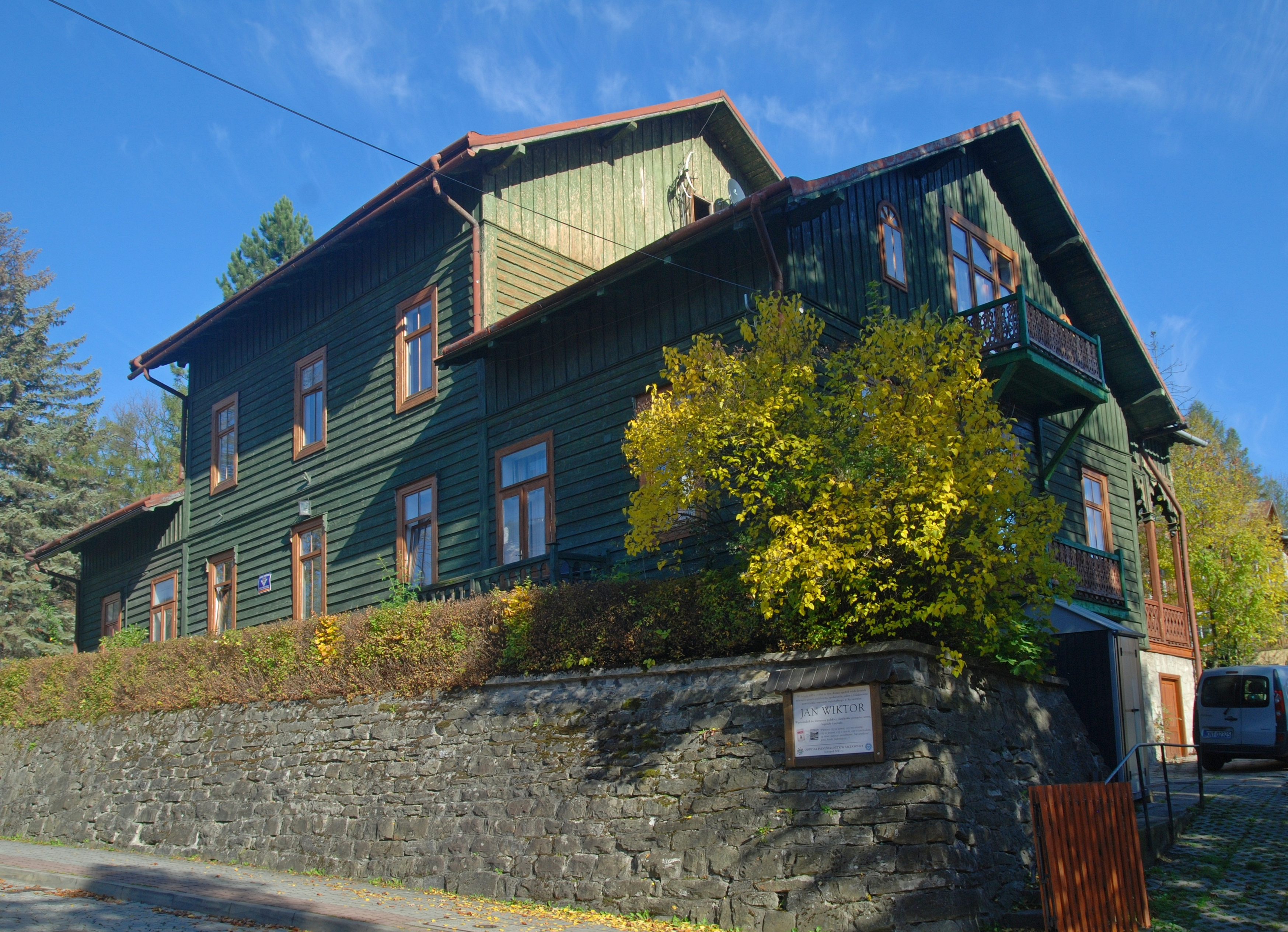
Szalay 2